# 山下智子
山下 智子（やました ともこ、1964年7月3日 - ）は、京都市出身の声優・女優である。本名同じ。

## 人物・来歴
- 京都府立向陽高等学校卒業[1]。
- 地元・京都で無名塾の「マクベス」の公演を観たのがきっかけで[1]、1983年、高校卒業直後に仲代達矢主催の劇団「無名塾」に入団し[1]、主として舞台やテレビドラマを中心に活動[2]。1984年度後期のNHK連続テレビ小説「心はいつもラムネ色」でテレビドラマ初レギュラー出演[1]。
- 7歳の時からクラシックバレエを習い、後に日本舞踊も始めている[1]など幼少よりダンスに打ち込み、モダンダンスのカンパニーに一時期所属。奉納舞などの機会も得る。
- その後声優業にも進出し、映画の吹き替えなども行う。
- 「女房語り」と称し（女房とは平安時代の高位の女官の意）、『源氏物語』を自らの出身地である京都の百年ほど前の京ことばで語り、原文を京都アクセントで語っている。『源氏物語』五十四帖を語り尽くすことをライフワークとしている（#語り参照）。
- 2004年から放送のNHKラジオ第1放送「歌謡ドラマ」に6年間、番組終了までレギュラー出演。脚本にも携わる。
- 中世の風流舞を学び、民俗の身体を探る。
- 古典の日推進委員会の語り部派遣事業部講師。
- 趣味は読書、音楽鑑賞、粘土細工（1984年公表のプロフィールより）[1]。

## テレビドラマ
- 時代劇スペシャル「闇の歯車」（1984年2月9日、CX）
- 連続テレビ小説（NHK）
  - 「心はいつもラムネ色」（1984年）- 國分小梅
  - 「チョッちゃん」（1987年）- 木村益江
  - 「和っこの金メダル」（1989年）- 秋津悦子
- ザ・ドラマチックナイト「人間ドラマシリーズ 泣けたぜ! おやじ・明大島岡監督物語」（1987年12月7日、CX）
- 長七郎江戸日記（NTV系 / ユニオン映画）
  - 第1シリーズ 
    - 第114話「なまくら新兵衛」（1986年11月18日） - 綾乃

  - 第2シリーズ 
    - 第8話「人斬り数え唄」（1988年3月1日） - お清
    - 第50話「桜川・母娘花」（1989年4月25日） - おきわ

  - 第3シリーズ 第18話「名のれぬ女」（1991年2月26日） - お涼
- 木曜ゴールデンドラマ「泣きもせず、ン! 居残り母さんとカムバック娘」（1988年4月7日、YTV） - 次女・その子
- 暴れん坊将軍シリーズ（ANB / 東映）
  - 暴れん坊将軍III
    - 第62話「恋の目安箱」（1989年） - 志乃
    - 第118話「吉宗 まさかの刑場破り!」（1990年） - 妙世尼

  - 暴れん坊将軍IV 第4話「裏切り者に涙あり!」（1991年） - お静
- 月曜・女のサスペンス「闇の中の女・恐怖の二重婚姻届!」（1988年9月12日、TX）
- 京都サスペンス「六条執念」（1989年10月2日、KTV / 映像京都）
- 八百八町夢日記 第1シリーズ 第3話「命を賭けて」（1989年、NTV系 / ユニオン映画）
- 水曜グランドロマン「男の事情シリーズ1 旅の終りに ダメ部下の女房にホれられて甘ずっぱい晩秋の時」（1989年12月6日、NTV）
- ふるさと発ドラマシリーズ「スカッブラ」（1990年8月13日、NHK）
- 火曜サスペンス劇場「顔のない告発者」（1990年9月4日、NTV / アズバーズ） - 主演
- 火曜ミステリー劇場「なんでも屋探偵帳」（1991年8月27日、ANB系） - 有坂麻利
- 鬼平犯科帳 第3シリーズ 第6話「いろおとこ」（1992年1月29日、CX） - - おせつ
- 御家人斬九郎 第4シリーズ 第6話 「脱獄」（1999年、CX / 映像京都） - お浜

その他多数

## 舞台
- 三島由紀夫
  - 『近代能楽集』「道成寺」 - 清子役で主演
  - 『近代能楽集』「熊野（ゆや）」 - ゆや役で主演
- 井上ひさし こまつ座公演 「犬の仇討ち」 - おしん役で出演 など

## 吹き替え
- スリー・オブ・ハーツ（エレン・アームストロング〈シェリリン・フェン〉）
- 大空港（グエン・メイフェン〈ジャクリーン・ビセット〉）※日本テレビ新録版
- トラブル・バウンド / 復讐の銃弾（キット・カリファーノ〈パトリシア・アークエット〉）

## 語り
中井和子著『現代京ことば 源氏物語』では失われつつある美しい京ことばで『源氏物語』の世界が味わえる。山下は、東京明大前のキッド・アイラック・アート・ホールでは『現代京ことば 源氏物語』全五十四帖をノーカットで語り尽くす連続語り会を2009年（平成21年）からスタートさせる。また神戸風月堂朗読サロンや、葛飾 藍ほーる、都内の図書館などでも全五十四帖連続語り会を開いている。物語の帖毎に単発での語り会もあり、全国の文化団体、寺院や神社、また個人のサロンなどに招かれて語り会を続けている。海外からの招聘もうけ、フランスの文化会館、フランス国立東洋言語文化研究所（イナルコ大学）、ポーランド・ワルシャワ大学、スイス5都市、リヒテンシュタインなどでも講演。
源氏物語の他にも內田百閒はじめ、ジャンルにとらわれない朗読会を開催。iPodでの朗読配信などの他、詩の朗読とダンスのコラボレーションなども行う。
2012年（平成24年）より勘緑主宰の文楽人形芝居「木偶舎」公演「姥捨山」「母情落日斧」に語り手として出演。長谷川景光主宰 平安楽舎のCD「枕草子の雅楽」では京音調で枕草子を朗読。